# Haft-Tappeh
 (août 2009).
Si vous disposez d'ouvrages ou d'articles de référence ou si vous connaissez des sites web de qualité traitant du thème abordé ici, merci de compléter l'article en donnant les références utiles à sa vérifiabilité et en les liant à la section « Notes et références ».
Haft-Tappeh (ou Haft-Tepe, en persan : هفت تپه, « les sept collines ») est un site archéologique situé dans la province du Khouzistan, dans le Sud-Ouest de l'Iran, découvert en 1908 et dont les fouilles sont toujours menées. Il est identifié à la ville antique de Kabnak, une des principales villes de l'Élam antique. La ville de Kabnak devient un important centre politique, sous le règne du roi élamite Tepti-Ahar (?/v.-1400), dernier roi de la dynastie Kidinuide, mais Kabnak existait déjà avant cette période. 
Tepti-Ahar l’a considérablement agrandi et en a peut-être fait sa capitale. On a du mal à identifier le territoire sur lequel s’étendait le pouvoir des rois de la dynastie Kidinuide : soit la région de Kabnak, soit la Susiane, ou encore tout l’Élam. Les textes semblent indiquer un état de fragmentation politique dans le pays élamite, avec notamment un autre royaume autour de Huhnur qui aurait, dans ce cas, été un rival de Kabnak. La chute de Tepti-Ahar est causée par une guerre avec le roi de Babylone, Kurigalzu Ier (ou Karizalzu, 1401-1388 av. J.-C. ou 1390-?), qui prend Kabnak et toute la Susiane, plaçant Ige-Halki sur le trône élamite, instaurant ainsi une nouvelle dynastie dans ce royaume. Quelques spécialistes[Qui ?] avancent que Tepti-Ahar aurait été enterré dans la ville. 
Après sa mort, le centre du pouvoir retourne dans l’ancienne capitale Suse. Quelques siècles plus tard, une autre ville a été construite à proximité, Dûr-Untash (ou Chogha Zanbil). Les excavations de Haft-Tappeh ont révélé un palais et un grand temple fondé par Tepti-Ahar où le dieu Kirwashir était adoré. C'était peut-être le dieu tutélaire de la cité car il n'est pas attesté ailleurs ni pour d'autres périodes. Sous le temple funéraire on a retrouvé un complexe funéraire souterrain destiné au roi et à sa famille. Des ossements ont été découverts dans la tombe, mais il n’est pas certain qu’ils appartiennent à un membre de la famille royale. Une autre grande structure retrouvée sur le site était peut-être les bases d'une ziggourat avec des cours et une suite de magasins.  
Le temple était décoré de plaques de bronze et de peintures murales. L’archéologie témoigne d'importantes influences mésopotamiennes et hourrites. Des tablettes avec des textes administratifs appartenant au règne de Tepti-Ahar et Inshushinak-Zunkir-Nappipir (v.-1445) ont également été retrouvées sur les lieux. Récemment, certaines statuettes d'argile de déesses de la fécondité ont été découvertes sur le site. 
Haft-Tappeh a d'abord été fouillée par l'archéologue français Jacques de Morgan en 1908. Entre 1965 et 1978, une mission dirigée par l’archéologue iranien Negahban fouille à nouveau le site, suivie depuis 2003 par une équipe germano-iranienne, dirigée par Behzad Mofidi.